# Teza
La Teza (in russo Теза?) è un fiume della Russia europea, affluente di sinistra della Kljaz'ma.
Scorre interamente nel territorio dell'Oblast' di Ivanovo, con andamento mediamente nord-sud; la sua sorgente è 12 km a sud del corso del Volga vicino al canale Volga-Uvod. Non riceve affluenti di rilievo; il principale centro urbano toccato nel suo corso è la cittadina di Šuja. Il canale è tortuoso, l'altezza delle sponde aumenta gradualmente. Nel corso superiore il fiume è largo 6-7 m, nel medio 8-10 m e 20-30 m nel corso inferiore. Ha una lunghezza di 192 km. L'area del suo bacino è di 3 450 km². Sfocia nella Kljaz'ma a 135 km dalla foce.
Come molti fiumi della zona, è gelato da fine novembre/primi di dicembre fino ad aprile; nei rimanenti mesi, è navigabile per 87 km a monte della foce.